# ماعز سانين
ماعز سانين هو سلالة من أنواع الماعز السويسري. أخذت اسمها من مدينة سانين في بيرنيز أوبرلاند ، في الجزء الجنوبي من كانتون برن ، في غرب سويسرا، ماعز سانين من نوعية الماعز المنتجة للحليب.